# Иглтон Вилиџ (Тенеси)
Иглтон Вилиџ (енгл. Eagleton Village) насељено је место без административног статуса у америчкој савезној држави Тенеси.

## Демографија
По попису из 2010. године број становника је 5.052, што је 169 (3,5%) становника више него 2000. године.
| Група             | 2000.         | 2010.         |
| Белци             | 4.649 (95,2%) | 4.525 (89,6%) |
| Афроамериканци    | 109 (2,2%)    | 151 (3,0%)    |
| Азијати           | 22 (0,5%)     | 12 (0,2%)     |
| Хиспаноамериканци | 54 (1,1%)     | 296 (5,9%)    |
| Укупно            | 4.883         | 5.052         |